# Juan Carlos Heredia (Milonga)
Juan Carlos Heredia (Córdoba, 27 d'abril de 1922 - 21 d'abril de 1987) fou un futbolista argentí de la dècada de 1940.
El seu fill fou el futbolista "Milonguita" Heredia.
Pel que fa a clubs, destacà a Talleres, Rosario Central i San Lorenzo de Almagro.
Fou internacional amb la selecció argentina, amb la qual disputà el campionat sud-americà de l'any 1942.

## Referències

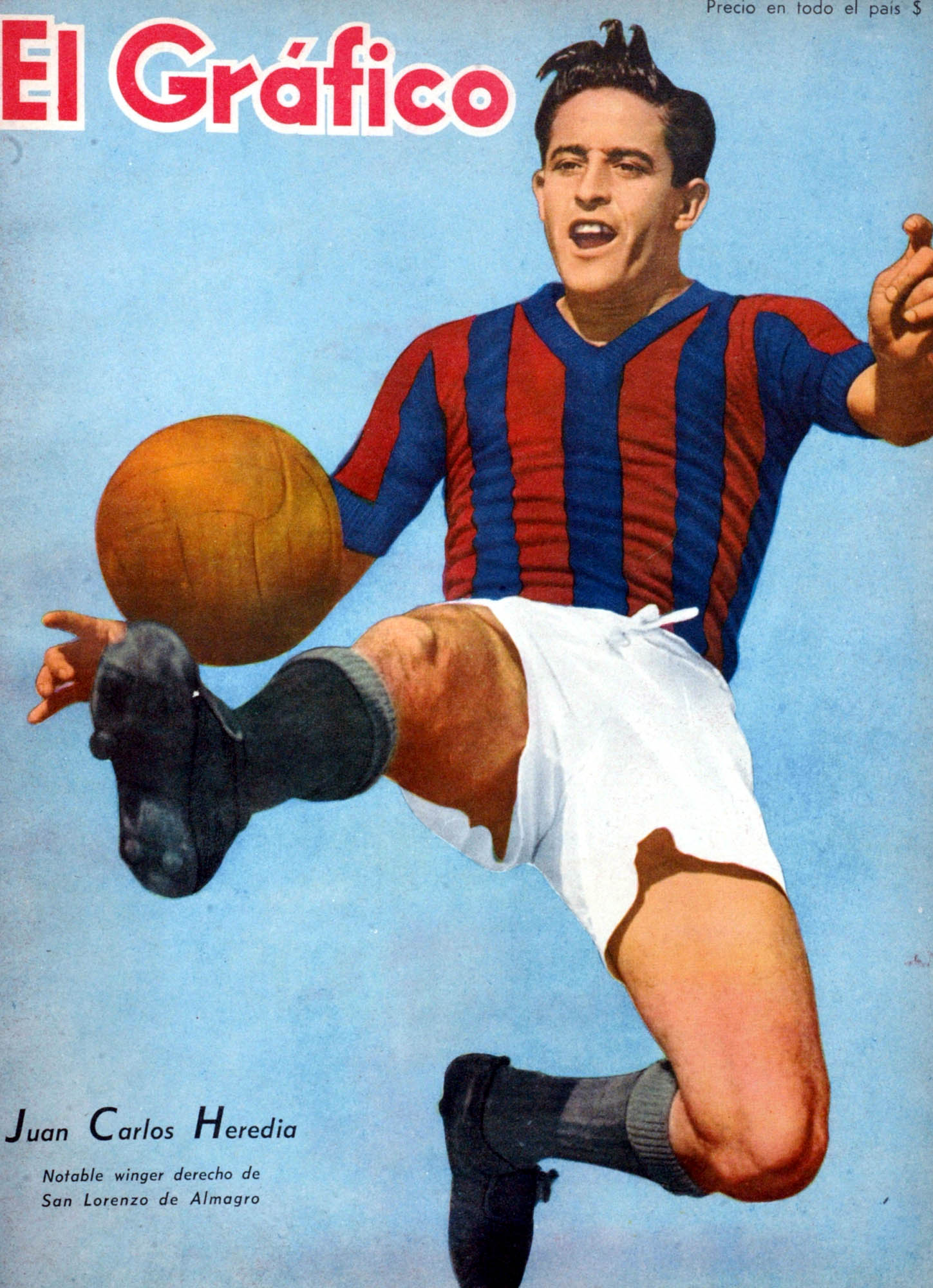
Heredia a San Lorenzo de Almagro, 1943.